# Баођи
Баођи (пинјин: Bǎojī) град је у Кини у покрајини Шенси. Према процени из 2009. у граду је живело 464.323 становника.

## Становништво
Према процени, у граду је 2009. живело 464.323 становника.
| 1990.   | 2000.   | 2009    |
| ------- | ------- | ------- |
| 315.887 | 396.897 | 464.323 |